# Ein Vorposten des Fortschritts
Ein Vorposten des Fortschritts (engl. Originaltitel An Outpost of Progress) ist eine Kurzerzählung von Joseph Conrad aus dem Jahre 1896.
Schauplatz der Geschichte ist eine Handelsstation in einem zentralafrikanischen Land, bei dem es sich mutmaßlich um Belgisch Kongo handelt. Die Protagonisten der Erzählung sind die für die Station zuständigen Europäer Kayerts und Carlier, die sich als unfähig erweisen, ihre Umgebung und die afrikanische Kultur zu verstehen. Die daraus resultierenden katastrophalen Ereignisse gipfeln schließlich im Tod beider Protagonisten.
Ähnlich wie in Conrads Herz der Finsternis thematisiert die Erzählung das Scheitern des Versuchs, die Zivilisation und den Fortschritt nach Afrika zu bringen. Jedoch spielen in der Kurzgeschichte die Faktoren der Unfähigkeit und Ignoranz im Gegensatz zu Herz der Finsternis eine zentrale Rolle.

## Handlung
Die Erzählung beginnt damit, dass Kayerts und Carlier mit dem Flussdampfer anreisend ihre Stelle  auf einem Außenposten im Kongo antreten. Während Kayerts als Leiter der Station eingesetzt wird, erhält Carlier nur den Posten eines Assistenten. Neben der Station lebt der aus Sierra Leone stammende "zivilisierte Nigger" Henry Price, der von allen nur Makola genannt wird, mit seiner aus Luanda stammenden Frau.
Zu Anfang sind beide Europäer noch voller Tatendrang, der sich darin äußert, dass sich beide bemühen, die Station zu renovieren. Mit der Zeit geben sie aber dieses Vorhaben auf und beschränken sich darauf, Elfenbein von den umliegenden eingeborenen Stämmen einzukaufen, wobei Makola die Hauptarbeit übernimmt, während sich die beiden Weißen darauf beschränken, die Vorgänge zu beobachten und Witze über das Aussehen der Eingeborenen zu reißen.
Des Weiteren erfährt der Leser im Verlauf der Geschichte, dass die Station durch einen benachbarten Eingeborenenstamm, dessen Oberhaupt Gobila die weißen Europäer für gottähnliche Wesen hält, mit Lebensmitteln versorgt wird.
Die Geschichte erfährt eine entscheidende Wendung, als Sklavenhändler von der Küste auftauchen und eine größere Menge Elfenbein zum Verkauf anbieten. Durch Makolas Vermittlung lassen sich Kayerts und Carlier schließlich auf ein Geschäft mit den Fremden ein, ohne zu wissen, was diese als Preis für das Elfenbein verlangen.
In der Nacht, in der das Elfenbein von den Fremden ins Lager gebracht wird, hören Kayerts und Carlier einen Tumult in der Station auf den ein Schuss folgt. Als diese allerdings nach dem Rechten sehen wollen, werden sie von Makola dazu gedrängt, wieder in ihre Hütte zu gehen. Erst am nächsten Morgen erkennen beide, dass die Sklavenhändler als Preis für das Elfenbein alle eingeborenen Arbeiter der Station entführt haben, um sie als Sklaven zu verkaufen. Ebenfalls stellen sie fest, dass Gobilas Dorf von den Fremden verwüstet worden ist.
Diese Ereignisse führen schließlich dazu, dass die Station nicht mehr von Gobilas Stamm versorgt wird, weshalb Kayerts und Carlier mit der Zeit die Vorräte ausgehen. Als sich schließlich das Dampfschiff, welches regelmäßig die Station anlaufen soll, verspätet, eskaliert ein Streit um die letzten Zuckerreserven, in dessen Verlauf Kayerts Carlier im Affekt erschießt. Ersterer hängt sich am darauf folgenden Tag aus Verzweiflung auf. Just in diesem Moment erreicht der Dampfer mit den lang ersehnten Versorgungsgütern und dem Direktor der Handelsgesellschaft an Bord die Handelsstation. Dieser findet schließlich die Leichen seiner beiden Angestellten.

## Thematik
In der Erzählung thematisiert Joseph Conrad das Scheitern des zivilisatorischen Auftrags, dem sich beide Protagonisten verschrieben haben. So wird zu Beginn der Geschichte die Idee geäußert, dass der Fortschritt dem Handel folgt. Doch im Laufe der Handlung wird gezeigt, dass diese Vorstellung von der Realität ad absurdum geführt wird. Dies ist zum einen darauf zurückzuführen, dass weder Kayerts noch Carlier sich bemühen, diesem zivilisatorischen Auftrag nachzukommen. Zum anderen erscheinen beide unfähig, die afrikanische Kultur zu verstehen, was sich teils im arroganten Verhalten gegenüber den Eingeborenen äußert.
Hinzu kommt die Gier nach Elfenbein, die schließlich beiden Protagonisten zum Verhängnis wird. Somit wird am Ende deutlich, dass der Handel nicht zur Verbreitung des Fortschritts beiträgt, sondern eher zu neuer Barbarei führt, wodurch die Ironie der gesamten Geschichte deutlich wird.

Dieser Eindruck wird noch dadurch verstärkt, dass die Protagonisten am Ende im Streit um die letzten Zuckervorräte ein barbarisches Verhalten an den Tag legen, welches den Gedanken, dass ausgerechnet diese Personen die Zivilisation und den Fortschritt etablieren sollen, lächerlich erscheinen lässt.

## Ausgaben (Auswahl)
- Echoes of the Empire - The Mixed Voices of a Colonial Past: 20th Century English Short Story. Schöningh Verlag, Paderborn 2004, ISBN 978-3140412247
- An Outpost of Progress. Ashgrove House Publishing, London 2011, ISBN 978-1908268051
- Outpost of Progress. Travelman Publishing, Plymouth 2003, ISBN 978-1860920431

## Verfilmung
Der portugiesische Regisseur und Drehbuchautor Hugo Vieira da Silva adaptierte die Erzählung für das Kino und siedelte den Stoff dazu in der Portugiesischen Kolonialgeschichte an. Der Film kam 2016 unter dem portugiesischsprachigen Titel Posto Avançado do Progresso in die Kinos, mit Nuno Lopes und Ivo Alexandre in den Hauptrollen. Er lief auf einer Reihe Filmfestivals (darunter die Viennale 2016 und die Berlinale 2016, hier in der Sektion Forum) und war 2017 in Portugal für einige Filmpreise nominiert, darunter der Drehbuchpreis der Sociedade Portuguesa de Autores und der portugiesische Filmpreis Prémios Sophia. Er erschien danach auch als DVD.